# 解碼 (電影)
《解碼》（英語：Ten Chances）是一部2025年台湾愛情懸疑惊悚片，谢佳见、黄诗棋、葛宸羽领衔主演，唐从圣、葛兆恩聯合演出。

## 製作
电影于2023年10月30日于尖石鄉开镜，预计耗时1个月完成。

## 外部連結
- 豆瓣电影上《解碼》的資料 （简体中文）